# هرم ساحورع
هرم ساحورع هو أول هرم يُبنى في مجمع مقابر أبو صير في مصر. شُيد الهرم لساحورع، الفرعون الثاني من الأسرة الخامسة حوالي 2480 ق.م. هرم ساحورع هو جزء من مُجمع جنائزي كبير يضُمّ معبد على ضِفّة بحيرة أبو صير، وممر من هذا المعبد إلى معبد آخر مرتفع يقع في مقابل الهرم الرئيسي وهرم مصلى روحي لروح الكا الخاصة بالملك. عُرفَ المجمع في المصرية القديمة بـ «شروق روح البا لساحورع» Ḫˁj-b3 S3ḥ.w Rˁ.
نُقِبَ عن المُجمع الهرمي لساحورع بشكل مُوسع في بدايات القرن العشرين على يد لودفيج بورشاردت ويُدرَج الآن على أنه علامة بارزة في العمارة المصرية القديمة، تُصطلح طبقات الهرم بالدرجات والتي بقست أساسية ولم تُغير في تصاميم الأهرامات حتى نهاية عهد الأسرة السادسة (بعد 300 عام). زُرْكَشٌ الوادي والمعابد المرتفعة وممر المُجمع بأكثر من 10,000 متر مربع بالنقوش البارزة التي جعلت من المجمع شهيرًا إبان العصور القديمة. يبرز المعبد المرتفع أيضًا استخدام مجموعة متنوعة من مواد البناء في بنائه، فالطوابق والأرضيات كانت من المرمر والبازلت والجدران من الحجر الجيري الجيد والجرانيت الأحمر.

## الاكتشاف والتنقيب

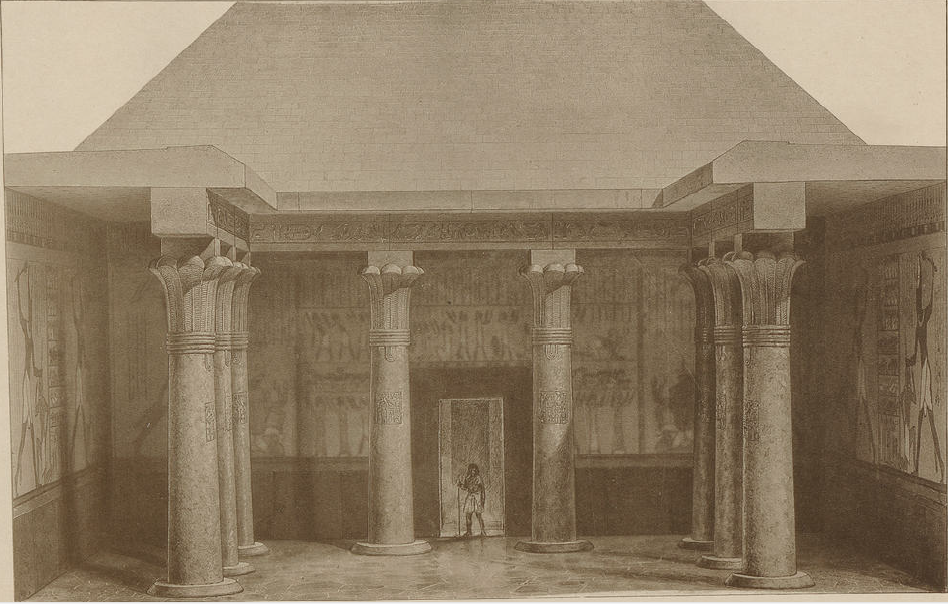
إعادة تمثيل معبد ساحورع لبورشاردت 1910، مزينة بالعديد من النقوش البارزة الجميلة.

باشر جون شيا بيرينج وكارل ريتشارد لبسيوس بأول الأعمال التنقيبة على هرم ساحورع في منصف القرن التاسع عشر، وأدرجه كارل ريتارد في قائمته تحت رقم الثامن والعشرون (XXVIII). ظلت هذه التنقيبات سطحية ولم تجرى أي حفريات جديه للهرم مكان في ذلك الوقت، يُعزى هذا في الأساس إلى وضع الهرم المُنهار. بعد عدة أعوام دُخل إلى الهرم لأول مرة من قبل جاك دي مورغان ولكنه لم يستكشف أكثر من ذلك.
استدراكًا لأهمية الهرم، قام عالم المصريات لودفيج بورشاردت بحفريات واسعة النطاق للموقع بين عامي 1902 و1908، مُكتشفًا المجمع الجنائزي بالكامل. نشر استكشافاته في مجلدين بعنوان (بالألمانية: Das Grabdenkmal des Konigs Sahure) «المقبرة الآثرية للملك ساحورع»، والذي اعتبر العمل القياسي عن مُجمع ساحورع.

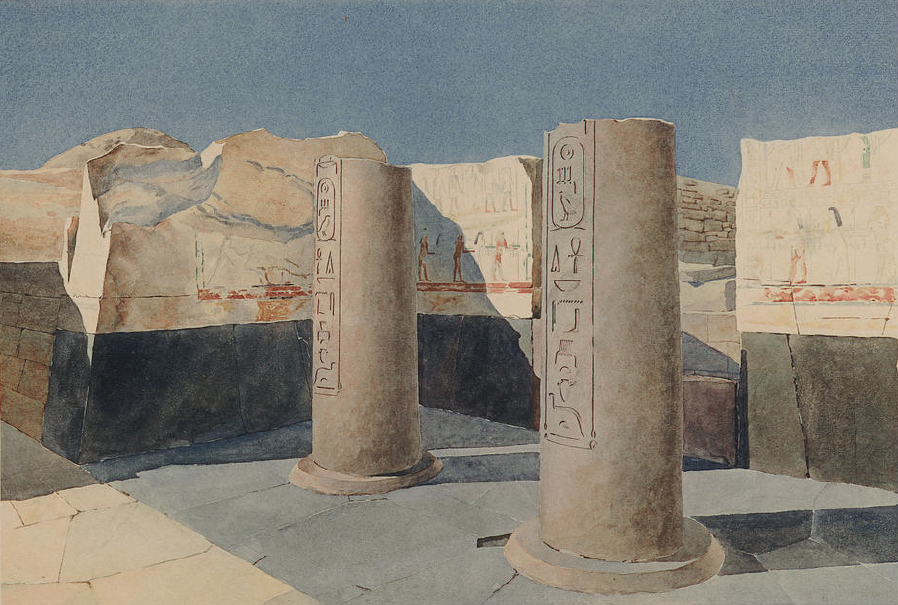
مدخل جانبي للمجمع هرم، اللوحة من تقرير الحفريات لبورشاردت، 1910.

في أثناء الحفريات، اكتشف بورشاردت عتب لا يزال سليم بشكل جيد من المعبد المرتفع، فضلًا عن مجموعة من الأعمدة النخلية. أرسل بعض من هذه الأعمدة للمعارض في ألمانيا كما كانت العادة في ذلك الوقت، في حين استقر الباقي في مصر. وكانت الأعمدة قد أرسلت إلى ألمانيا ليتم عرضها في المتحف المصري في برلين. بيد أن عدم وجود مساحة كافية وكثرة المكتشفات الأخرى من حفريات بورشاردت فلم يتم عرضها قبل الثمانيات، عندما عورضت لأول مرة في الإسطبلات القديمة من قصر شارلوتنبورغ. تم نقلها مؤخرًا إلى متحف برغامون. كان عمل بورشاردت في دقيق للغاية فلم تسفر دراسة استقصائية أخرى يجريها مارجيجلو فيتو ورينالدي سيليست في أوائل الستينيات عن أي نتائج جديه.
خضع الهرم عام 1994 لأعمال ترميم لتحضيره للافتتاح أبوصير للسياح.كشفت هذه الأعمال عن كتل كبيرة مزينة مدفونة في الرمال. الحفريات اللاحقة برئاسة زاهي حواس وطارق العوضي اكتشفت 13 لوح من الحجر الجيري نحتت مع نقوش أيقونوغرافية فريدة من الجزء العلوي للممر، وهي منطقة التي لم يتقب فيها بورشاردت بشكل مفصل.

## الموقع
فضّل ساحور رع موقع أبو صير لتشيد مجمعه الجنائزي لبناء مقبرة كبيرة لسقارة. يعزى قيامه بهذا بتأثره بوجود معبد الشمس لأوسركاف، ويقع 400 م (1,300 قدم) إلى الجنوب الشرقي من النتوء الصخري الذي يقف عليه هرم ساحورع.
عاملين آخرين ربمَّا قد ساهما في هذا القرار:
- قربها من بحيرة أبو صير الأمر الذي جعلت المجمع سهل الوصل إليه من المصلى الجنائزي للملك.[7]
- قربها من العاصمة منف مقر السلطة في ذلك الوقت. خصوصًا قصر ساحورع، الذي قد يكون وقع على مقربة من أبو صير.[5]

بغض النظر عن دوافع ساحورع، فبناء المجمع يسجل ولادة جبانة أبوصير التي ظلت مُستخدمه على الأقل حتى العصر المتأخر من مصر القديمة (2000 سنة لاحقًا).
هرم ساكورع أصغر من هرم أوسركاف وبلغ ارتفاعه أقل من ثلث ارتفاع الهرم الأكبر في وقت انتهائه. في غضون ذلك تم التركيز على بناء المعبد الجنائزي وزخارفه. وقد تم الانتهاء من مجمع الهرم خلال حياة ساحورع كما تبين النقوش على الممر المكتشفه عام 1994 والتي تبين احتفالات الطقوس المصاحبة لاستكمال بناء الهرم.

## المُجَمّع الجنائزي

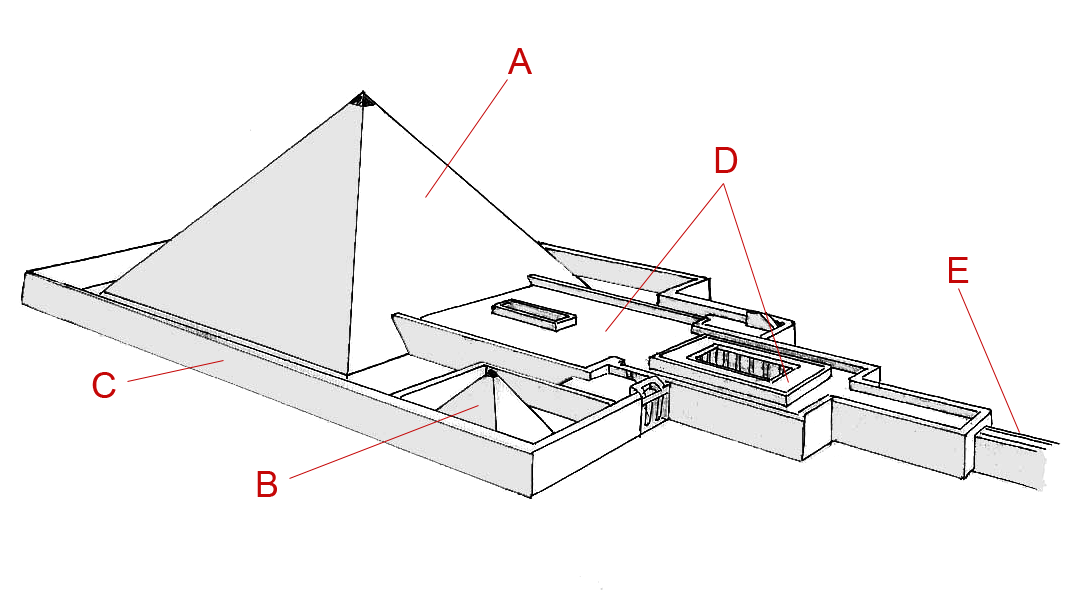
التعريف بمقومات مجمع هرم ساحورع: أ) الهرم الرئيسي، ب) هرم المصلى أو العبادة، ج) الضميمة الجدارية، د) المعبد المرتفع، ح) الممر

مجمع ساحورع الجنائزي موجهة على محور الشرق والغرب، ويضم جميع العناصر النموذجية لمجموعة جنائزية: معبد الوادي يقع على ضفّة بحيرة أبوصير يرتبط بالحوش الرئيسي عبر جسر طويل، وداخل جدار الحوش، يقع الهرم الرئيسي، والمعبد المرتفع وهرم مصلى أصغر.
يلاحظ غياب وجود أي مدافن فرعية لأعضاء العائلة المالكة، فلم يتم اكتشاف أي مصطبة أو هرم للملكة يعود تاريخه إلى وقت ساحورع كما في عام 2012 المنطقة المجاورة مباشرة لهرم ساحورع. يعد هذا انقطاع عن التقاليد التي قد ربمَّا إلى عهد الفرعون سنفرو والتي تبعها خلفاء ساحورع نفسه. وَثّقت قرينة الفرعون الملكة نيفرت نبتي فقط من خلال نقوش بارزة وجدت في المعبد المرتفع. السبب وراء أسباب ذلك غير معروف
كما ينقص المجمع مصلى شمالي يقع على مقربة من مدخل الهرم الرئيسي. لكن هذا النوع من البُنْيَان لم يكن معروفًا في الوقت حفريات بورشاردت وأي بقايا متناثرة قائمة ربمَّا بقيت غير مكتشفة.

### معبد الوادي
وقع معبد الوادي لساحورع على ضفة بحيرة أبوصير. كان مستطيل في مُخططه، 32 م (105 قدم) طول و24 م (79 قدم) عرض، وموجهة على محور الشمال والجنوب. نحت قواعد جدران المعبد بإفريزات مقعرة وجدران المعبد كانت دائرية. معبد الوادي هو الآن في حالة خراب ومحجوب جزئيًا حيث دفن مع مرور الوقت بنسبة برواسب تصل إلى 5 م (16 قدم) من البحيرة. مع ذلك يعتبر من أفضل المعابد المحافظ عليها بعد معبد خفرع.
كان المدخل الرئيسي لمعبد الوادي، كما جرت العادة، يقع على الجانب الشرقي. وكان يتألف من منحدر مباشرة أمام رواق مع صفين من أربعة أعمدة نخلية مصنوعة من الجرانيت الأحمر. كان أقل شيوعا وجود مدخل ثان على الجانب الجنوبي من المعبد، على ما يبدو بنيت بعد المدخل الرئيسي خلال المرحلة الثانية من البناء. وكان المدخل الجنوبي يمكن الوصول إليها عبر قناة. وتتألف من منحدر ورواق مع أربعة أعمدة. وكانت هذه الأعمدة المخروطية بسيطة دون تيجان. اقترح بورشاردت أن هذا المدخل كانت محفوظ للكهنة. وأخيرا، هناك جدار يشير بوجود بلدة الهرم روح ساحورع تخرج إلى المجد في منطقة قريبة من معبد الوادي.
في وسط المعبد كان توجد قاعة صغيرة على شكل حرف T مع عمودين. تضم القاعة درج وصولًا إلى السطح، وتؤدي باتجاه الغرب إلى إلى الممر. أرضية القاعة مرصوفة بالبازلت الأسود، وقد تم تزيين السقف بنقوش النجوم، وتم تزين الجزء الأدنى المزخرف من جدار الغرفة بالجرانيت الوردي، ومن الأعلى، من خلال رسوم النقوش التي تصور الملك يصطاد.

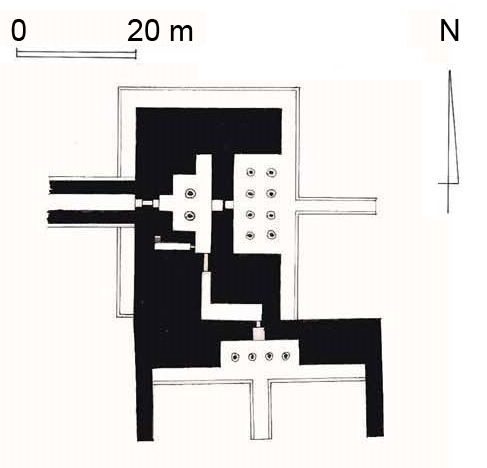
مخطط معبد الوداي لساحورع.
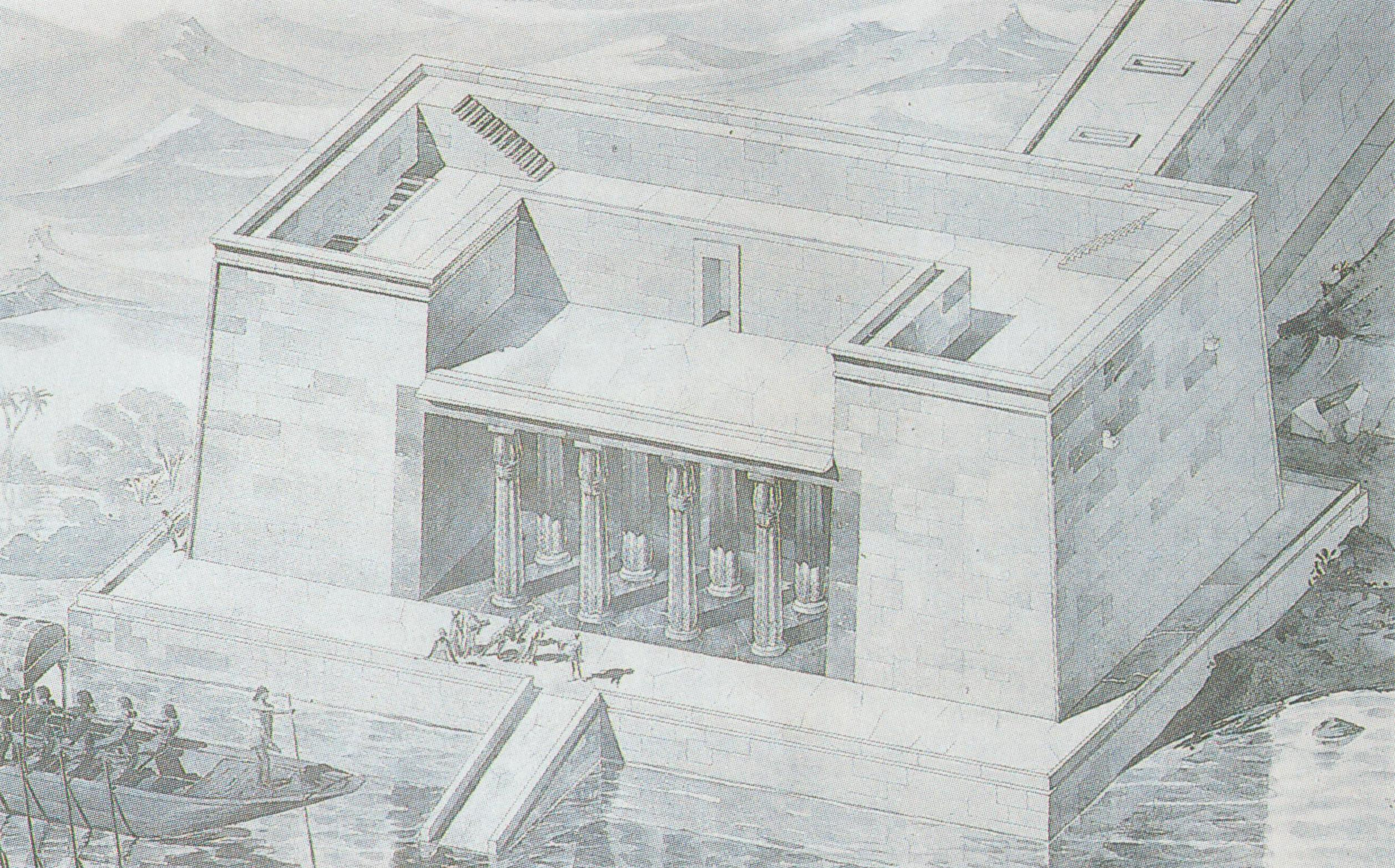
إعادة تمثيل مبني معبد الوادي لساحورع، بورشاردت عام 1910.
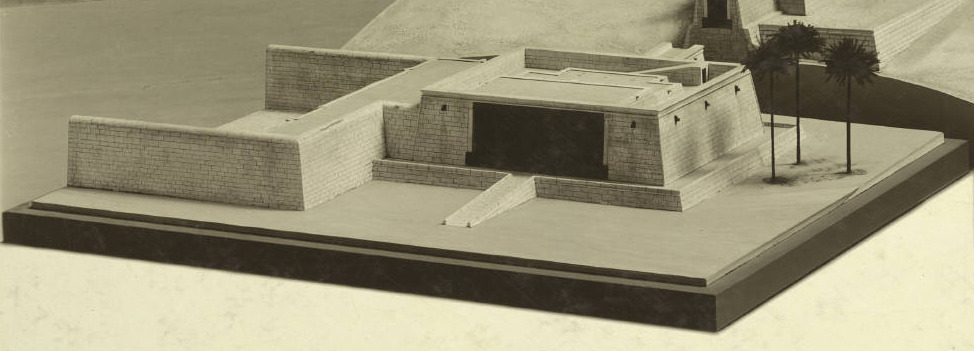
نموذج من معبد الوادي، متحف المتروبوليتان للفنون.

### الممر
بـ 235-متر طول (771 قدم) يصل الممر ما بين معبد الوادي—الخاص بمجمع هرم ساحورع—إلى المعبد العلوي. كان الممر مسقوف، بنيت جدرانه الجانبية والسقف والأرضيات من ألواح الحجر الجيري، ولا يزال بعضها مرئيًا إلى اليوم. في ما بين الألواح توجد شقوق ضيقة مما يسمح للضوء الطبيعي بالدخول. غطيّت جدران المَمَّر بالنقوش المرسومة على مدى طوله، والبعض منها تم اكتشافه خلال الحفريات التي جرت في منتصف التسعينيات من الجزء العلوي من الممر. تشمل تصاوير للملك باعتباره أبو هول يدوس على أعدائه، وموكب من الأعداء تقودها آلهة، تصور جلب القطعة الهرمية—هي القطعة التي تعلو الهرم— للهرم الرئيسي والمراسم التي عقبت الانتهاء من المجمع.
من بين النقوش التي اكتشفت مؤخرًا، واحدة تظهر الملك مع الحاشية الملكية في حديقة قصره، أضيف إلى جانبه شخصية باسم رع نفر، ونص نفر إر كارع، ملك مصر العليا والسفلى. وبفضل هذا النقش، تمكن علماء المصريات من أمثال ميروسلاف فيرنر وطارق العوضي الاعتقاد بأن نفر إر كارع كاكاي كان الابن البكر لساحورع وحمل اسم «رع نفر» قبل اعتلائه العرش. على النقيض من ذلك، يعقد علماء بإمكانية كوّن نفر إر كارع كاكاي أخًا لساحورع، وفي هذه الحالة يكون قد اغتصب العرش على حساب ابن أخيه، «نترإرنيرع».
تُظهِر كتلة أخرى هامة من الحجر الجيري ساحورع يزرع شجرة المر في —على الارجح —حديقة قصره. تظهر نفس الكتلة أيضًا أربع سفن عائده من رحلة استكشافية إلى بونت، محملة بأشجار المر، وأشحاص من بونت وكذلك الكلاب والحمير. وأخيرًا، تم اكتشاف منقوشة بارزة تُظهر مجاعة البدو، والتي هي مشابهة جدًا لتلك التي من هرم أوناس. هذا الاكتشاف مهم كما كان يعتقد من منقوشة أوناس لتكون الشاهد الفريد من نوعه عن حدث حقيقي: أوضح تدني نوعية حياة البدو الصحراوية بحلول نهاية مرحلة رطوبة الصحراء حوالي. 2350 ق.م.

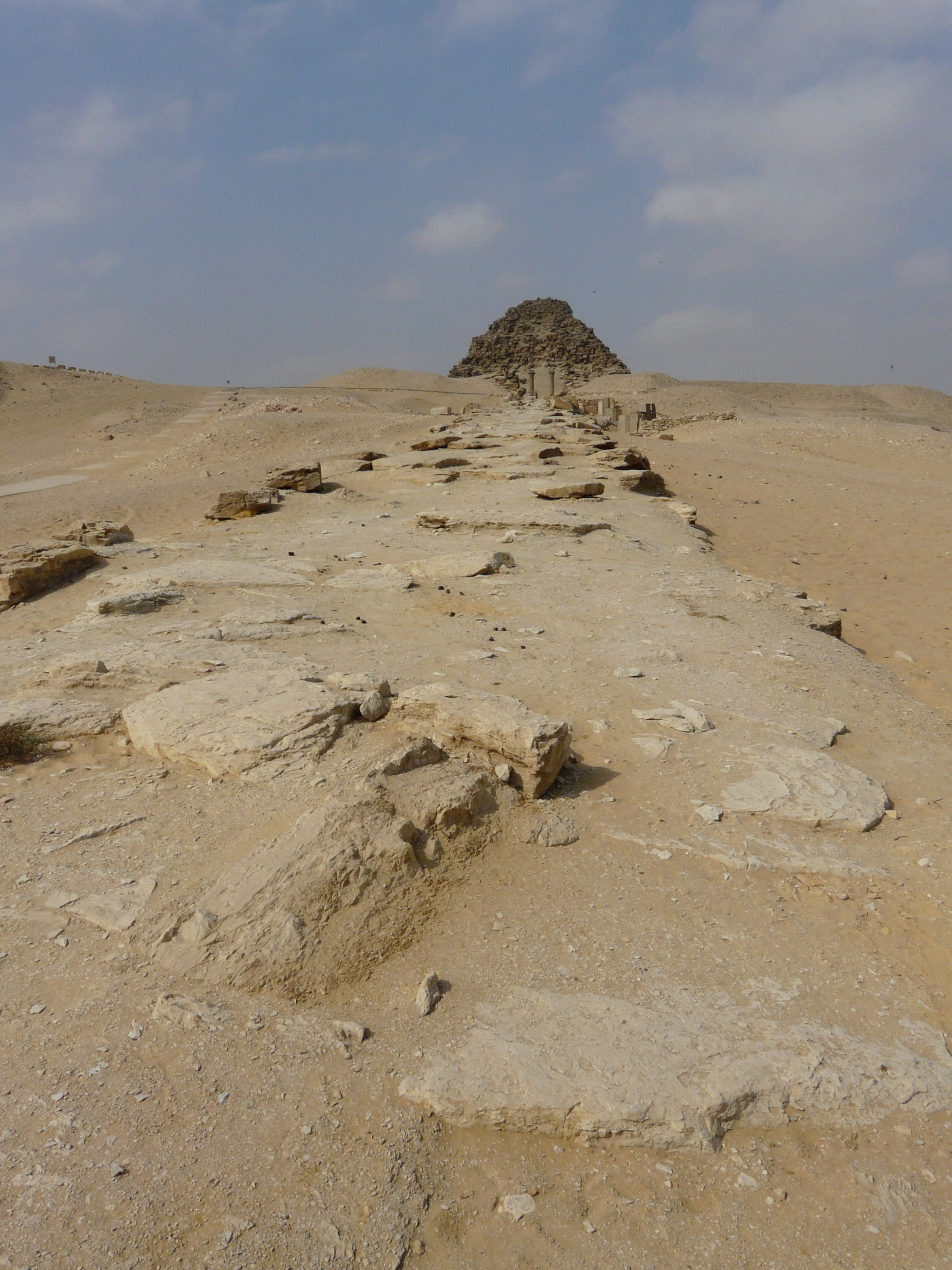
ممر مجمع هرم ساحورع المدمر
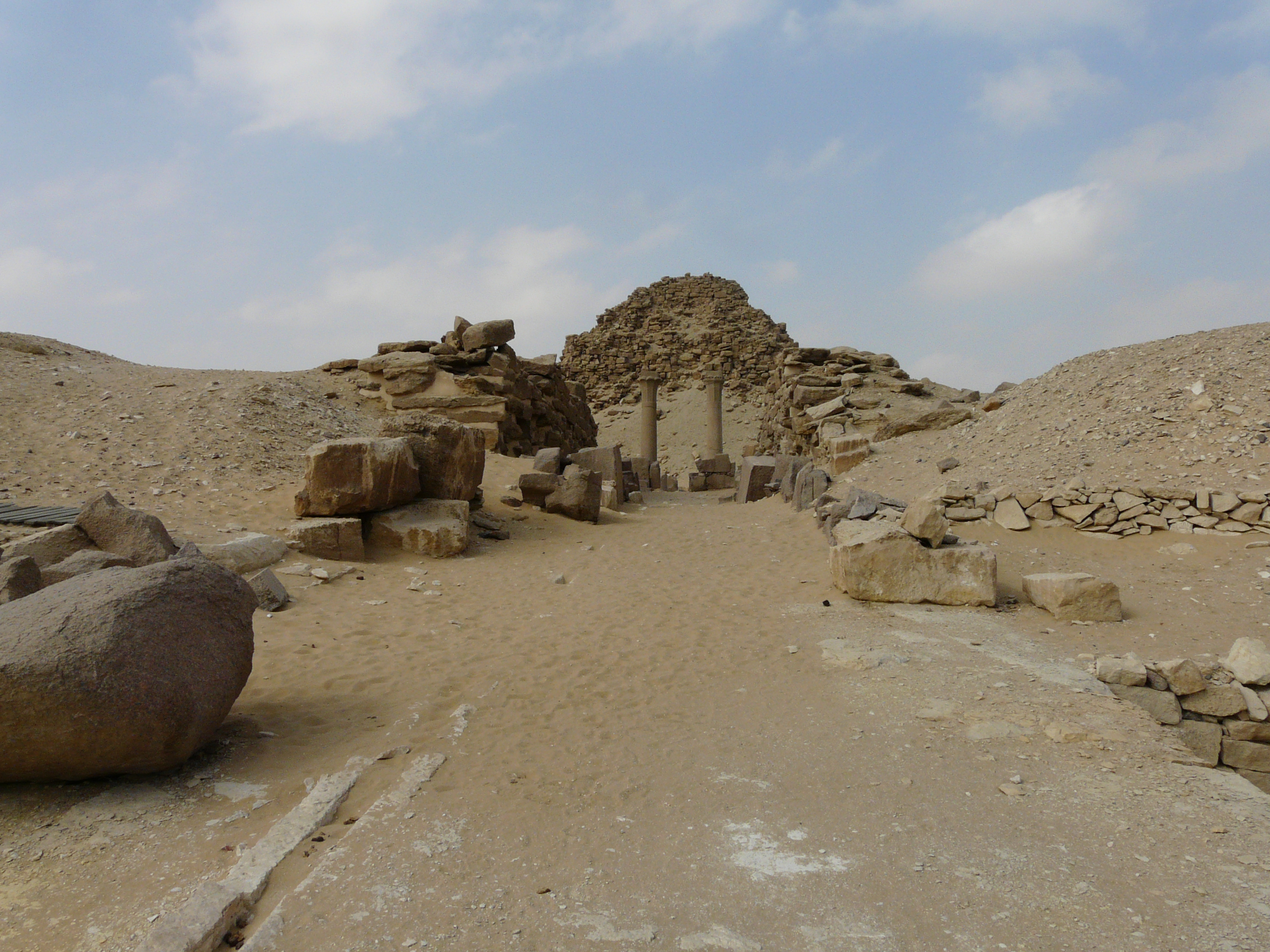
نهاية الممر، على مقربة من المعبد العلوي.
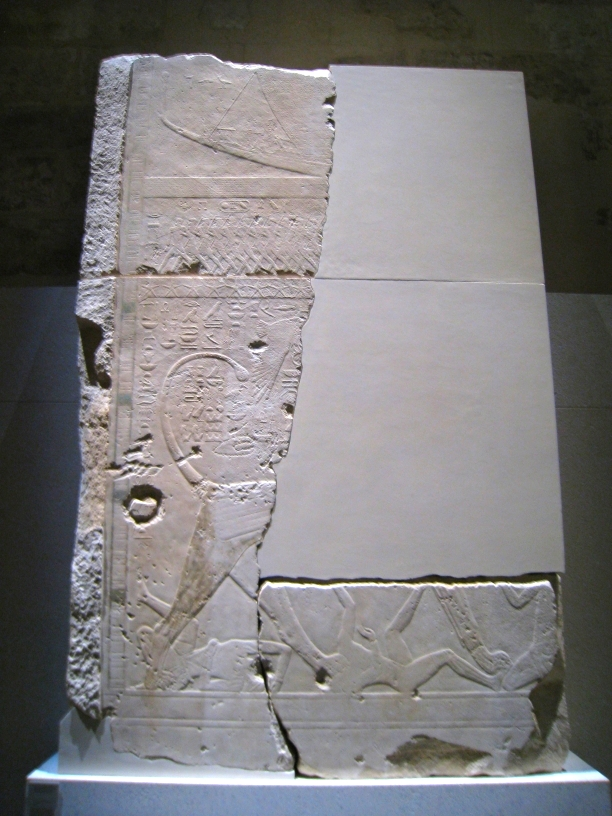
منقوشة بارزة من الممر تصور ساحورع على أنه أبو هول.
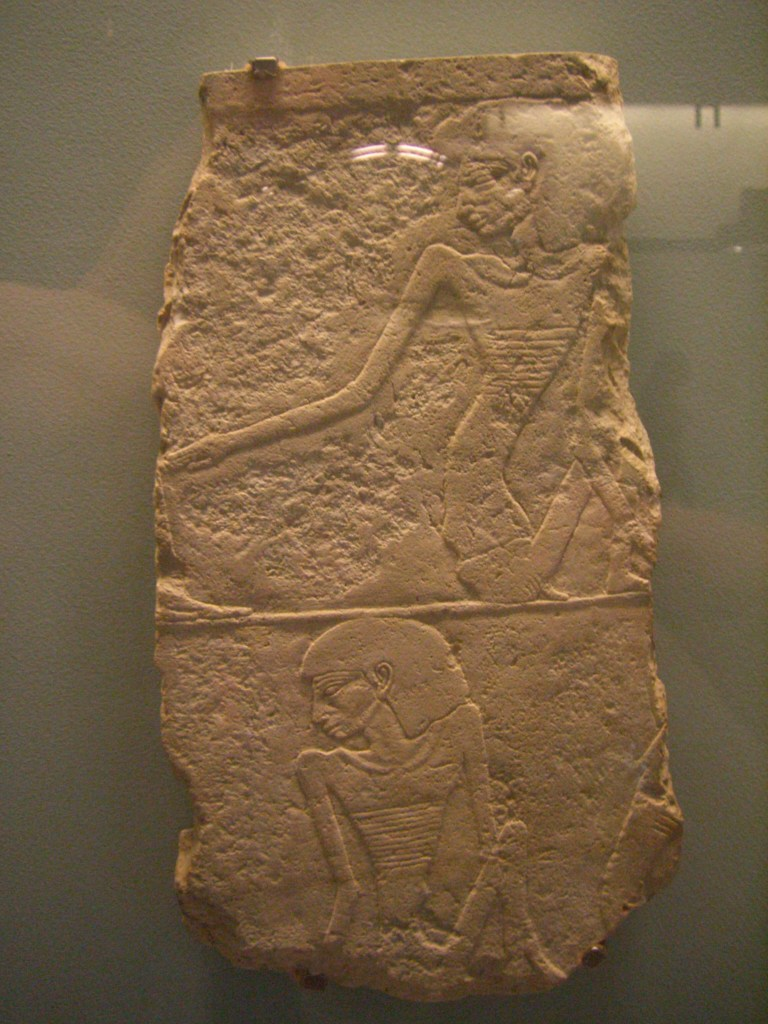
نقش مجاعة البدو من هرم أوناس.

### المعبد العُلويّ
المعبد الجنائزي لساحورع يمثل النموذج النهائي لجميع المعابد الهرمية اللاحقة من النصف الثاني من عصر الدولة القديمة. فللمرة الأولى، المعبد الجنائزي ومعبد القرابين لم يعدا مفصولين بل متكاملين معًا في إطار ترتيبي مستمر جهة الشرق والغرب داخل المجمع. تم بناء مجموعة متكاملة ومكسوة بالحجر الجيري المجلوب من طرة وزينت بشكل مكثف. نحتت القاعدة من الجدران مع تشكيل مقعرة لزوايا المعبد المستديره.

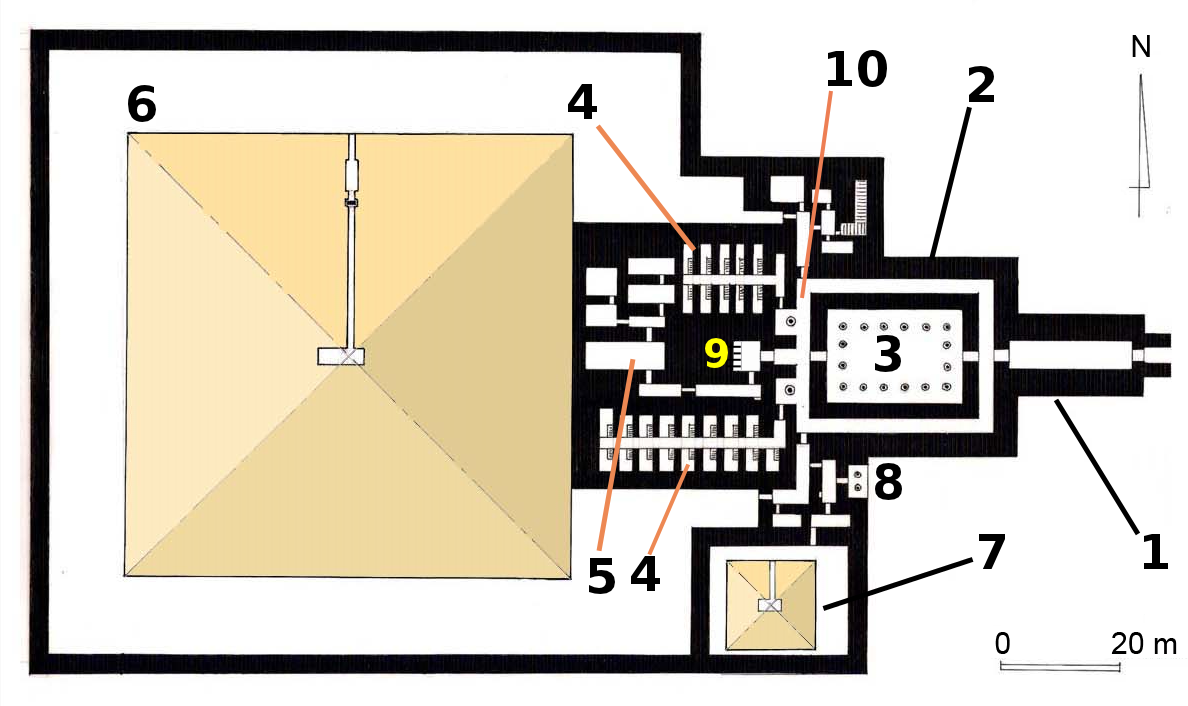
خريطة مجمع هرم ساحورع. 1) مدخل القاعة، 2) رُوَاق الممر، 3) فناء الأعمدة، 4) غرف الخزائن، 5) مصلى القرابين، 6) الهرم الرئيسي، 7) هرم العبادة، 8) مدخل جانبي، 9) خمسة محاريب للمصلى، 10) ممر عَرْضِيّ.

### هرم المصلى
اُحتُل الجزء الجنوبي الشرقي من مجمع هرم ساحورع من خلال هرم عبادة صغيرة، مع جدار ضميمة وفناء خاص بها. اقيمت أهرامات العبادة خلال عصر الدولة القديمة كما مقابر لروح الكا للحاكم المتوفى. هرم أصلا وقفت 11.55 م (37.9 قدم) ارتفاع وقاعدة من 15.7 م (52 قدم) وميل 56 درجة. يتألف لُبها الداخلي من درجتين من كتل الحجر الجيري العادية مكسوة بقشرة من الحجر الجيري الجيد المجلوب من طرة. هذا الأسلوب البناء، مع النى التحتية ذات الجودة المنخفضة، والذي يعني وفرًا كبيرًا من العمل في وقت التشييد. وقع الغلاف الخارجي من للهرم ضحية لصوص الحجر طوال آلاف السنين، والمواد الأساسية تعرضت تدريجيا للتكشف وكانت أسوأ بكثير مع مرور الوقت من أهرامات الأسرة الرابعة. وهكذا، اليوم هو خرب تمامًا ويصعب التعرف عليها.
تم الوصول إلى فناء الهرم سواء من ممر عرضي أو من خلال مدخل جانبي من المعبد الجنائزي عبر رواق مع اثنين من أعمدة مستديرة تحمل اسم ساحورع وألقابه. لا يبدو أن كانت هناك أبنية في هذا الفناء. في قاعدة بالجانب الشمالي للهرم كان ممر يؤدي إلى غرفة تحت الأرض على شكل حرف "T"، موجهة على محور الشرق والغرب وتحت غيض من الهرم. لم يتم العثور على قطع أثرية في الموقع واثناء الحفر في هذه لبغرف التي قد يقع تمثال كا لساحورع.

## الهرم الرئيسي

### التشيّيد
تضررت قاعدة الهرم بشكل كبير نتيجة لسرقة الأحجار. وفقا لبورشاردت، هرم ساحورع وصل في الأصل لارتفاع 90 ذراعًا ملكي ما يجعل ارتفاعه 47 م (154 قدم) مع قاعدة من 150 ذراع ملكي، 78.75 م (258.4 قدم)، وميل 50°11'. اترِف معماريين الهرم خطأ كبير في القياس عندما ترسيم حدود القاعدة: الزاوية الجنوبية الشرقية للهرم 1.58 م (5.2 قدم) بعيدا جدًا إلى الشرق. تبعًا لذلك تشوه شكل الهرم من الجانب الشرقي، وأخفى التشوه عن طريق المعبد الجنائزي المجاور.
خلافًا للأهرامات الأسرة الرابعة، لم تبنَ قواعد (الأساس) أهرامات الأسرة الخامسة على الصخْور المتواجدة بالموقع وإنما على أساسات مصنوعة من طبقتين سميكتين من كتل الحجر الجيري. لم يستطع الوصول إلى أساسات هرم ساحورع، وبالتالي لم يتم فحصها، ويعتقد علماء الآثار بأن تم بناؤه بنفس الاسلوب.
تتكون حجارة بناء لُب الهرم بدرجة منخفضة من كتل الحجر الجيري المصنوعة تقريبًا في المحاجر المحلية. ملئت الفراغات بين الكتل بالأنقاض والفتات الحجري. وضعت الكتل في طبقات أفقية مشكلة 6 درجات التي وضع عليها بعد ذلك كسوة من الحجر الجيري الأبيض. تمامًا كما في هرم العبادة، يعد أسلوب البناء هذا هو السبب وراء حالة الهرم المدمر الآن.
تم بناء الطبقات التحتية للهرم في حفرة مفتوحة على شكل حرف T وصولًا إلى طبقة الأساس وتركك فتحة للسماح للأعمال بالتزامن في بناء اللُب والاساسات. يضم الخندق فجوة في الجدار الجانبي للهرم والتي تم سدّها في النهاية بالفتات والأنقاض وتزال ملحوظة إلى اليوم. هذا أسلوب البناء هذا مشتر بين جميع أهرامات الأسرة الخامسة ويمكن أن ينظر مباشرة في حالة هرم نفرفرع، الذي ترك ولم ينتهى فيه.

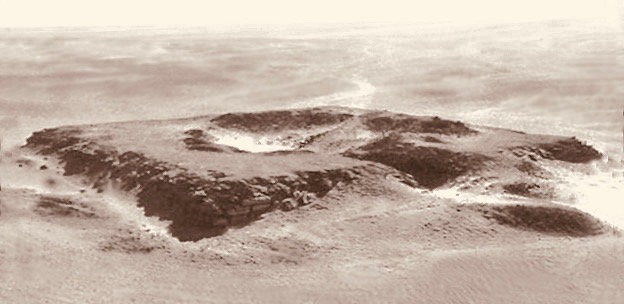
هرم نفرفرع الغير مكتمل،يظهر فيه أسلوب بناء الخندق على شكل حرف T .
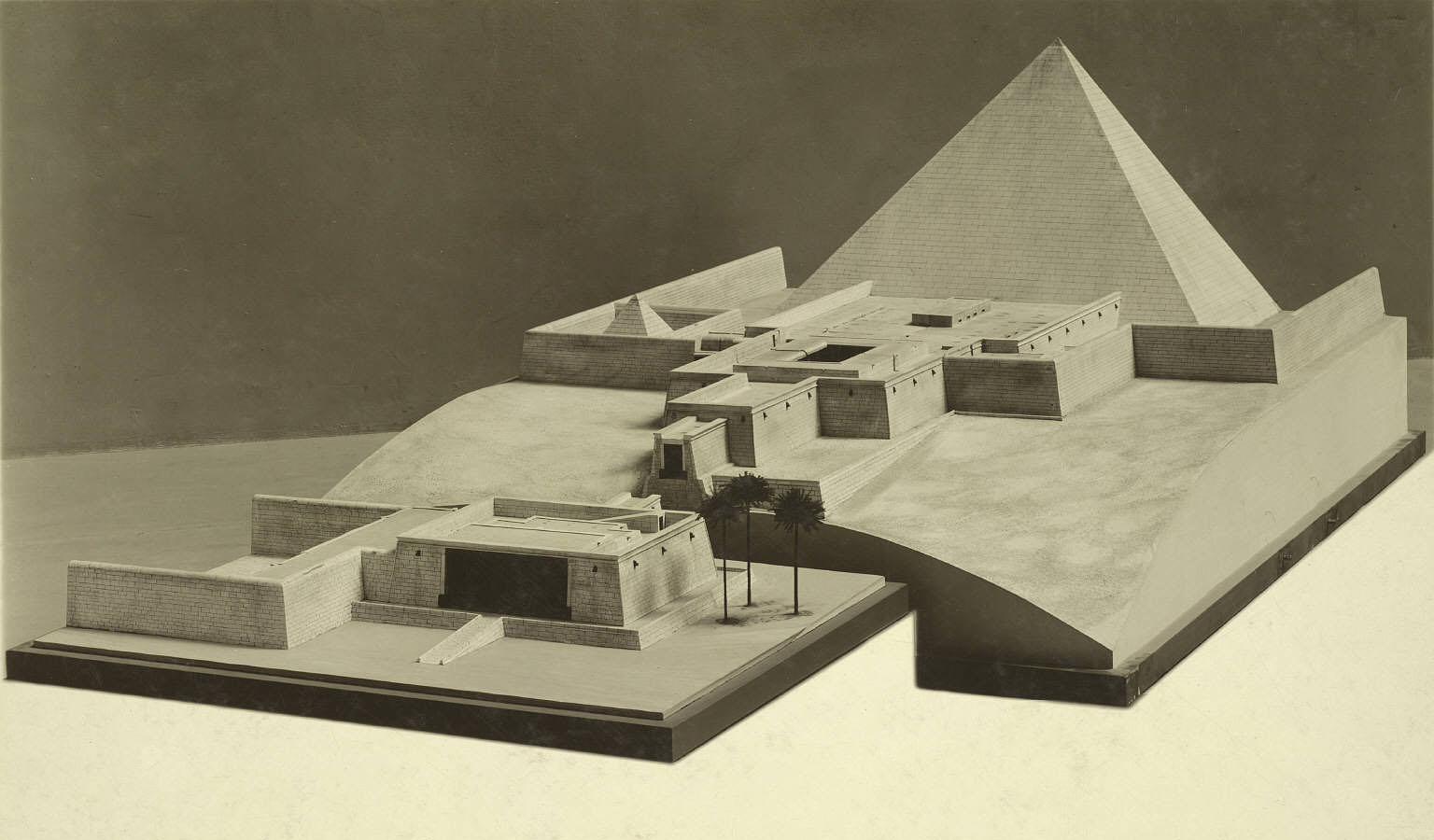
نموذج من مجمع هرم ساحورع، ومتحف المتروبوليتان للفنون.
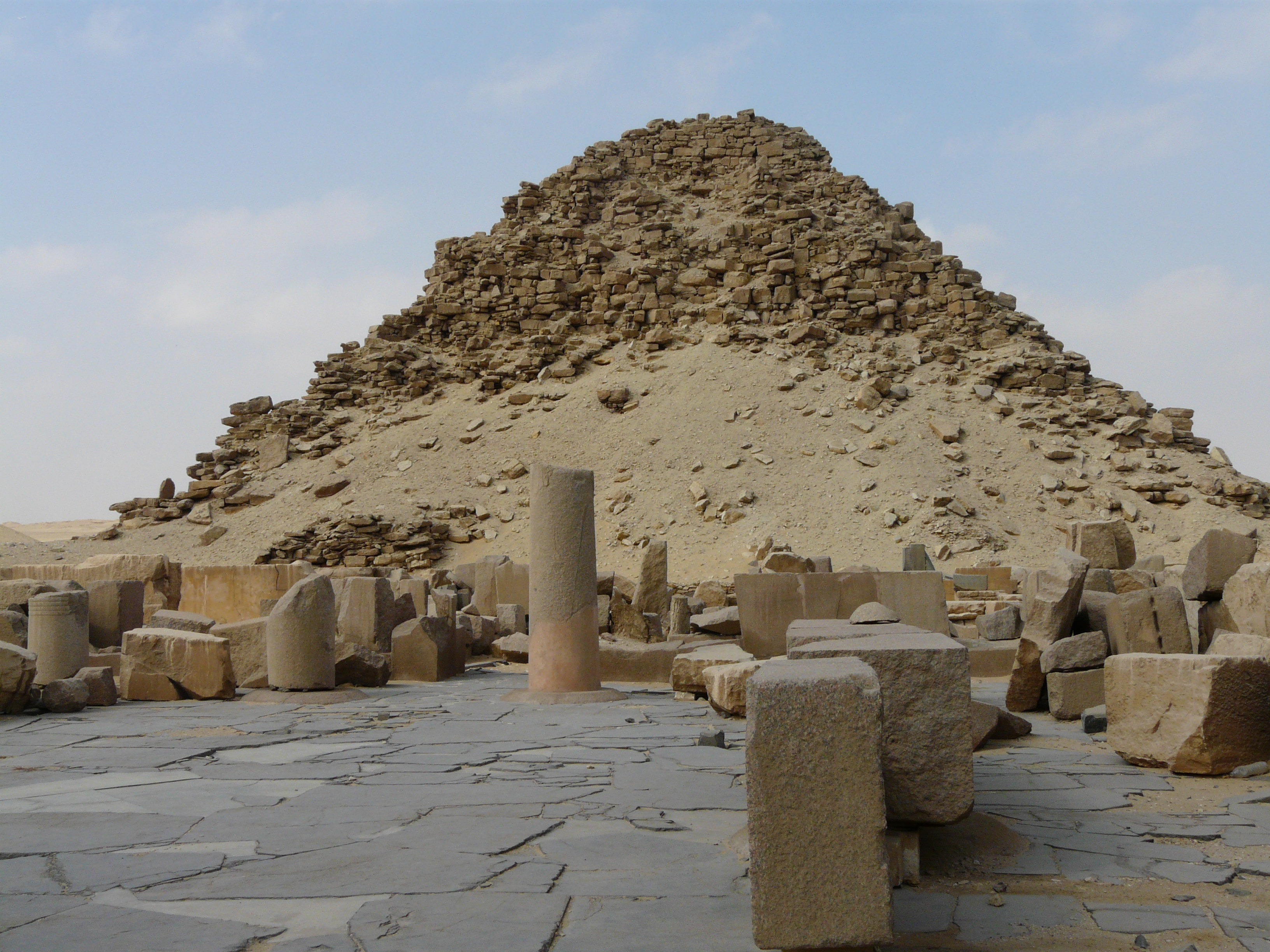
الهرم المدمر، كما يبدو من الفناء المفتوحة للمعبد العلوي.

### البنى التحتية

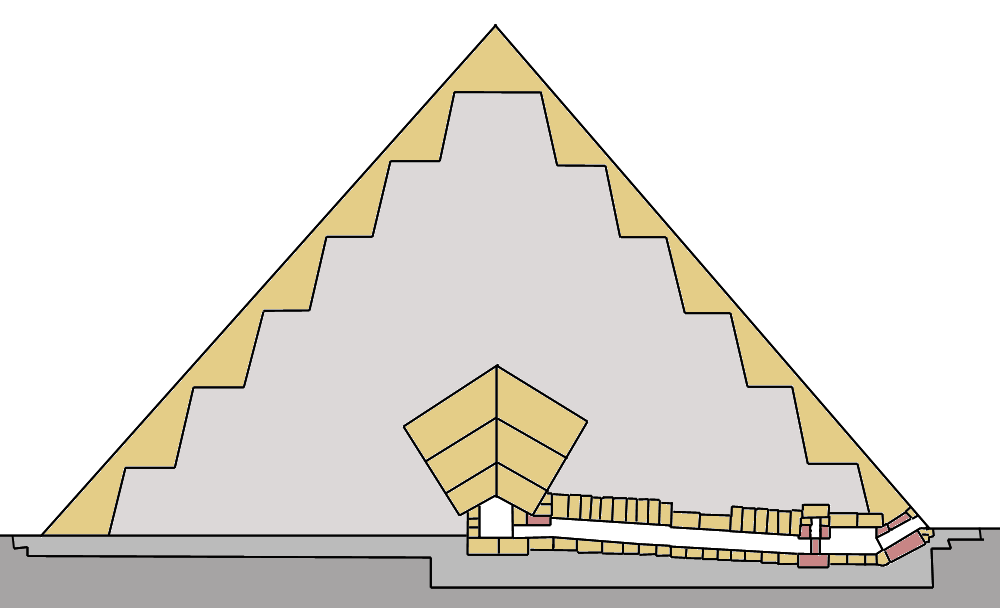
المقطع العرضي بين الشمال والجنوب من هرم ساحورع. الأصفر: الكسوة من الحجر الجيري المجلوب من طرة، الأحمر: الجرانيت الوردي والرمادي الفاتح: درجة منخفضة من الحجر الجيري للبناء الأساسات، والرمادي المتوسط: حجر جيري التأسيس، والرمادي الداكن: الأساس المتين.

تم بناء البنى التحتية لهرم ساحورع في حفرة مفتوحة ضحلة على شكل حرف "T" (انظر ما سبق). وكان الخندق ضحل بحيث الممر المؤدي من مدخل الهرم إلى غرفة القبر أفقيًا عُمُوماً وفي أجزاء تصاعديًا قليلًا إلى جوهر (اللب) الهرم.
يقع المدخل إلى الهرم على مستوى الأرض في منتصف القاعدة من الجانب الشمالي. يتيح المدخل الوصول إلى الرُوَاق بـ4.25 م (13.9 قدم) طولًا نزولًا مع ميل انحداري بـ 24° 48'، بعرض 1.27 م (4.2 قدم) وارتفاع 1.87 م (6.1 قدم). يصطف هذا الرواق مع الجرانيت الأحمر ويؤدي إلى دهليز صغير يصطف مع الحجر الجيري الجيد. عند هذه النقطة يواجه الدخلاء باب منزلق من الجرانيت الأحمر بسد الطريق إلى غرفة الدفن. وراء هذا الباب، يكون تصاعدي قليلا بطول ممر 22.3 م (73 قدم) منحدر بميل 5°. الـ3 م (9.8 قدم) الأخيرة من الممر أفقية وتؤدي إلى الباب الجرانيتي لحجرة الدفن، ويقع تحت غيض الهرم.
حجرة الدفن لساحورع موجهة على محور الشرق والغرب واليوم هي مصابه بأضرار بالغة. سرقة الأحجار من الغرفة بشكل مكثف ولا يتضح ما إذا كان يتألف من غرفة واحدة أو غرفتين وغرفة الانتظار وغرفة الدفن، كما كان مُتبع خلال عهد الأسرة الخامسة. لنفترض أن الغرف (ة) كان يجب ان تكون لها أبعاد بعدد صحيح بالنسبة للمقياس الملكي، اقترح علماء الآثار أنها كانت 6 بالمقياس الملكي أي 3.15 م (10.3 قدم) عرض وطول 24 بالمقياس الملكي 12.6 م (41 قدم). تظل هذه القيم مضاربة نظرًا لحالة خراب الغرفة. تم إضافة سقف جملوني للغرفة من كتل ضخمة من الحجر الجيري الجيد منسقة في ثلاث طبقات. كانت أكبر الكتل من الطبقة العليا ما يقرب من 10 م (33 قدم) طول و 4 م (13 قدم) سمك. جميع كتل السقف محطمة الآن، وتساهم في عدم الاستقرار العام للهرم . كان آخر علماء الآثار الذين نقبوا في حجرة الدفن في الستينيات، «مارجوجلو ورينالد»، امتنعوا عن التحدث في الغرفة خوفا من أن يؤدي ذلك لانهيار السقف. ومن بين أنقاض الغرفة، وجد «جون شيا بيرنج» شظايا من بازلت التابوت. لم يتم العثور على قطع أثرية أخرى من غرفة الدفن.

## وصلات خارجية
- (أنجليزية) آثار مصرية: هرم ساحورع بأبو صير
- (أنجليزية) موقع مصر القديمة: هرم ساحورع
- (أنجليزية) فيديو: دخول هرم ساحورع
- (أنجليزية) الدب البني السوري، قطعة منقوشة